# Animage
Animage (jap. アニメージュ Animēju) – najstarszy japoński miesięcznik traktujący o mandze oraz anime, wydawany przez Tokuma Shoten.
Obok miesięczników Newtype i Animedia, Animage jest jednym z najbardziej opiniotwórczych magazynów o anime w Japonii.

## Historia
W 1977 roku, ze względu na dużą popularność anime w Japonii, Hideo Ogata postanowił stworzyć czasopismo, skupiające się wyłącznie na tematyce anime. Przy walnym udziale Osamu Tezuki 5 lipca 1978 został wydany pierwszy numer magazynu Animage, który sprzedał się w 7 mln egzemplarzy.
W latach 1982–1994 Animage wydawało mangę Nausicaä z Doliny Wiatru, autorstwa Hayao Miyazaki, na podstawie której nakręcono następnie anime pod tym samym tytułem. W latach 1990–1995 publikowana była także w odcinkach powieść Saeko Himuro – Szum morza, (zekranizowana w 1993). W tamtym okresie, czasopismo blisko współpracowało ze Studiem Ghibli.

## Anime Grand Prix
Niemalże od początku istnienia – od 1979 roku – miesięcznik Animage przyznaje dorocznie nagrody Anime Grand Prix. Pierwszy cykl AGP miał miejsce w styczniu 1980, natomiast następne nagrody były przyznawane w czerwcu. Kryteria, które przyjmuje magazyn Animage obejmują popularność, jakość i wpływ danego anime. Jedynym warunkiem, jaki muszą spełniać podmioty, to fakt wyprodukowania w Japonii.

### Najlepsze anime
| Rok  | Tytuł                                         | Studio                     | Rodzaj | Źródło      |
| ---- | --------------------------------------------- | -------------------------- | ------ | ----------- |
| 1979 | Kidō Senshi Gundam                            | Sunrise                    | serial | [ 7 ]       |
| 1980 | Kidō Senshi Gundam Densetsu Kyojin Ideon      | Sunrise                    | serial | [ 8 ] [ 9 ] |
| 1981 | Ginga Tetsudou 999                            | Toei Animation             | film   | [ 10 ]      |
| 1982 | Rokushin Gattai God Mars                      | TMS Entertainment          | serial | [ 11 ]      |
| 1983 | Crusher Joe                                   | Sunrise                    | film   | [ 12 ]      |
| 1984 | Nausicaä z Doliny Wiatru                      | Topcraft                   | film   | [ 13 ]      |
| 1985 | Dirty Pair                                    | Sunrise                    | serial | [ 14 ]      |
| 1986 | Laputa – podniebny zamek                      | Studio Ghibli              | film   | [ 15 ]      |
| 1987 | Rycerze Zodiaku                               | Toei Animation             | serial | [ 16 ]      |
| 1988 | Mój sąsiad Totoro                             | Studio Ghibli              | film   | [ 17 ]      |
| 1989 | Podniebna poczta Kiki                         | Studio Ghibli              | film   | [ 18 ]      |
| 1990 | Fushigi no Umi no Nadia                       | Gainax                     | serial | [ 19 ]      |
| 1991 | Shin Seiki GPX Cyber Formula                  | Sunrise                    | serial | [ 20 ]      |
| 1992 | Czarodziejka z Księżyca                       | Toei Animation             | serial | [ 21 ]      |
| 1993 | Yū Yū Hakusho                                 | Pierrot                    | serial | [ 22 ]      |
| 1994 | Yū Yū Hakusho                                 | Pierrot                    | serial | [ 23 ]      |
| 1995 | Neon Genesis Evangelion                       | Gainax                     | serial | [ 24 ]      |
| 1996 | Neon Genesis Evangelion                       | Gainax                     | serial | [ 25 ]      |
| 1997 | The End of Evangelion                         | Gainax                     | film   | [ 26 ]      |
| 1998 | Kidou Senkan Nadesico: The Prince of Darkness | Production I.G             | film   | [ 27 ]      |
| 1999 | Cardcaptor Sakura                             | Madhouse (studio)          | serial | [ 28 ]      |
| 2000 | Saiyuki                                       | Pierrot                    | serial | [ 29 ]      |
| 2001 | Fruits Basket                                 | Studio Deen                | serial | [ 30 ]      |
| 2002 | Mobile Suit Gundam Seed                       | Sunrise                    | serial | [ 31 ]      |
| 2003 | Fullmetal Alchemist                           | Bones                      | serial | [ 32 ]      |
| 2004 | Gundam Seed Destiny                           | Sunrise                    | serial | [ 33 ]      |
| 2005 | Gundam Seed Destiny                           | Sunrise                    | serial | [ 34 ]      |
| 2006 | Code Geass                                    | Sunrise                    | serial | [ 35 ]      |
| 2007 | Code Geass                                    | Sunrise                    | serial | [ 36 ]      |
| 2008 | Code Geass: Lelouch of the Rebellion R2       | Sunrise                    | serial | [ 37 ]      |
| 2009 | K-On!                                         | Kyoto Animation            | serial | [ 38 ]      |
| 2010 | Inazuma 11                                    | Oriental Light and Magic   | serial | [ 39 ]      |
| 2011 | Inazuma 11 GO                                 | Oriental Light and Magic   | serial | [ 40 ]      |
| 2012 | Inazuma 11 GO: Chrono Stone                   | Oriental Light and Magic   | serial | [ 41 ]      |
| 2013 | Atak Tytanów                                  | Wit studio                 | serial | [ 42 ]      |
| 2014 | Free! Eternal Summer                          | Kyoto Animation            | serial | [ 43 ]      |
| 2015 | Osomatsu-san                                  | Pierrot                    | serial | [ 44 ]      |
| 2016 | Mobile Suit Gundam: Tekketsu no Orufenzu      | Sunrise                    | serial | [ 45 ]      |
| 2017 | Idolish7                                      | Bandai Namco Entertainment | serial | [ 46 ]      |
| 2018 | Detektyw Conan                                | TMS Entertainment          | serial | [ 47 ]      |
| 2019 | Miecz zabójcy demonów – Kimetsu no Yaiba      | Ufotable                   | serial | [ 48 ]      |
| 2020 | Hīrin guddo purikyua                          | Toei Animation             | serial | [ 49 ]      |
| 2021 | Jujutsu Kaisen 0                              | MAPPA                      | film   | [ 50 ]      |
| 2022 | Kimetsu no Yaiba: Katanakaji no Sato-hen      | Ufotable                   | film   | [ 51 ]      |

### Najlepszy odcinek
| Rok  | Anime                                | Numer  | Tytuł                                               | Źródło      |
| ---- | ------------------------------------ | ------ | --------------------------------------------------- | ----------- |
| 1979 | Kidō Senshi Gundam                   | 24     | Hakugeki! Toripuru Domu                             | [ 7 ]       |
| 1980 | Kidō Senshi Gundam Lupin III         | 43 155 | Dasshutsu Saraba Itoshiki Lupin yo                  | [ 8 ] [ 9 ] |
| 1981 | GoShogun                             | 26     | Hateshinaki Tabidachi                               | [ 10 ]      |
| 1982 | Urusei Yatsura                       | 67     | Kimi sarishi ato                                    | [ 11 ]      |
| 1983 | The Super Dimension Fortress Macross | 27     | Ai wa nagareru                                      | [ 12 ]      |
| 1984 | Ginga Hyōryū Vifam                   | 46     | Itsumademo 13 nin                                   | [ 13 ]      |
| 1985 | Kidō Senshi Zeta Gundam              | 36     | Eien no fō                                          | [ 14 ]      |
| 1986 | Kidō Senshi Gundam ZZ                | 36     | Jūryoku-ka no purutsū                               | [ 15 ]      |
| 1987 | Kidō Senshi Gundam ZZ                | 47     | Senshi, futatabi...                                 | [ 16 ]      |
| 1988 | Maison Ikkoku                        | 96     | Kono ai aru kagiri! Ikkoku-kan wa eien ni..!!       | [ 17 ]      |
| 1989 | Dragon Ball Z                        | 28     | Saiya-jin no Mōi! Kami-sama mo Pikkoro mo Shinda    | [ 18 ]      |
| 1990 | Fushigi no Umi no Nadia              | 22     | Uragiri no Electra                                  | [ 19 ]      |
| 1991 | Fushigi no Umi no Nadia              | 39     | Hoshi wo Tsugumono                                  | [ 20 ]      |
| 1992 | Sailor Moon                          | 31     | Koi sa rete owa rete! Runa no saiaku no hi          | [ 21 ]      |
| 1993 | Sailor Moon                          | 45     | Sērā senshi shisu! Hisōnaru saishū-sen              | [ 22 ]      |
| 1994 | Sailor Moon S                        | 21     | Uranusu-tachi no shi? Tarisuman shutsugen           | [ 23 ]      |
| 1995 | Wojowniczki z Krainy Marzeń          | 48     | Shōri e no michi! Shinjiru kokoro ga hiraku ashita! | [ 24 ]      |
| 1996 | Neon Genesis Evangelion              | 24     | Saigo no shisha (The Final Messenger)               | [ 25 ]      |
| 1997 | Slayers: Magiczni wojownicy          | 26     | TRY again! Shiroku kaerishi koku!                   | [ 26 ]      |
| 1998 | Lost Universe                        | 26     | Sohite... Koujin kagayaku                           | [ 27 ]      |
| 1999 | Cardcaptor Sakura                    | 46     | Sakura to Saigo no Shinpan                          | [ 28 ]      |
| 2000 | Cardcaptor Sakura                    | 70     | Sakura to Hontou no Omoi                            | [ 29 ]      |
| 2001 | Saiyuki                              | 50     | Alone nishi e                                       | [ 30 ]      |
| 2002 | Mobile Suit Gundam Seed              | 1      | Itsuwari no Heiwa                                   | [ 31 ]      |
| 2003 | Fullmetal Alchemist                  | 7      | Kimera ga Naku Yoru                                 | [ 32 ]      |
| 2004 | Fullmetal Alchemist                  | 51     | Myunhen 1921                                        | [ 33 ]      |
| 2005 | Gundam Seed Destiny                  | 50     | Owaranai Asu e                                      | [ 34 ]      |
| 2006 | Gundam Seed Destiny                  | 51     | Hoshi no Hazama de                                  | [ 35 ]      |
| 2007 | Code Geass                           | 25     | Zero                                                | [ 36 ]      |
| 2008 | Code Geass 2                         | 25     | Re                                                  | [ 37 ]      |
| 2009 | K-On!                                | 12     | Keion!                                              | [ 38 ]      |
| 2010 | K-On!!                               | 24     | Sotsugyōshiki!                                      | [ 39 ]      |
| 2011 | Inazuma 11                           | 127    | Ashita e no Kikkuofu!                               | [ 40 ]      |
| 2012 | Kuroko no Basket                     | 25     | Ore to Omae no Basuke                               | [ 41 ]      |
| 2013 | Free!                                | 12     | Harukanaru Furī!                                    | [ 42 ]      |

### Najlepsza postać
| Rok  | Postać                     | Anime                         | Seiyū                        | Źródło      |
| ---- | -------------------------- | ----------------------------- | ---------------------------- | ----------- |
| 1979 | Captain Harlock            | Uchuu Kaizoku Captain Harlock | Makio Inoue                  | [ 7 ]       |
| 1980 | Char Aznable Joe Shimamura | Kidō Senshi Gundam Cyborg 009 | Shūichi Ikeda Kazuhiko Inoue | [ 8 ] [ 9 ] |
| 1981 | Takeru Myoujin             | Rokushin Gattai God Mars      | Yū Mizushima                 | [ 10 ]      |
| 1982 | Takeru Myoujin             | Rokushin Gattai God Mars      | Yū Mizushima                 | [ 11 ]      |

| Rok  | Postać męska       | Postać męska                             | Postać męska       |  | Postać żeńska   | Postać żeńska                            | Postać żeńska      | Źródło |
| Rok  | Postać             | Anime                                    | Seiyū              |  | Postać          | Anime                                    | Seiyū              | Źródło |
| ---- | ------------------ | ---------------------------------------- | ------------------ |  | --------------- | ---------------------------------------- | ------------------ | ------ |
| 1983 | Chirico Cuvie      | Soukou Kihei VOTOMS                      | Hozumi Gōda        |  | Misa Hayase     | The Super Dimension Fortress Macross     | Mika Doi           | [ 12 ] |
| 1984 | Daba Myroad        | Juusenki L-Gaim                          | Hirokazu Hiramatsu |  | Nausicaä        | Nausicaä z Doliny Wiatru                 | Sumi Shimamoto     | [ 13 ] |
| 1985 | Tatsuya Uesugi     | Touch                                    | Yūji Mitsuya       |  | Four Murasame   | Kidō Senshi Zeta Gundam                  | Saeko Shimazu      | [ 14 ] |
| 1986 | Kamille Bidan      | Kidō Senshi Zeta Gundam                  | Nobuo Tobita       |  | Elpeo Puru      | Kidō Senshi Gundam ZZ                    | Chieko Honda       | [ 15 ] |
| 1987 | J.J.               | Zillion                                  | Toshihiko Seki     |  | Madoka Ayukawa  | Kimagure Orange Road                     | Hiromi Tsuru       | [ 16 ] |
| 1988 | Ryo Saeba          | City Hunter                              | Akira Kamiya       |  | Anise Farm      | Chouon Senshi Borgman                    | Yoshino Takamori   | [ 17 ] |
| 1989 | Ryo Saeba          | City Hunter                              | Akira Kamiya       |  | Kiki            | Podniebna poczta Kiki                    | Minami Takayama    | [ 18 ] |
| 1990 | Ryo Saeba          | City Hunter                              | Akira Kamiya       |  | Nadia           | Fushigi no Umi no Nadia                  | Yoshino Takamori   | [ 19 ] |
| 1991 | Hayato Kazami      | Future GPX Cyber Formula                 | Jun’ichi Kanemaru  |  | Nadia           | Fushigi no Umi no Nadia                  | Yoshino Takamori   | [ 20 ] |
| 1992 | Hiei               | Yū Yū Hakusho                            | Nobuyuki Hiyama    |  | Ami Mizuno      | Sailor Moon                              | Aya Hisakawa       | [ 21 ] |
| 1993 | Kurama             | Yū Yū Hakusho                            | Megumi Ogata       |  | Belldandy       | Oh! My Goddess!                          | Kikuko Inoue       | [ 22 ] |
| 1994 | Kurama             | Yū Yū Hakusho                            | Megumi Ogata       |  | Haruka Tenō     | Sailor Moon S                            | Megumi Ogata       | [ 23 ] |
| 1995 | Duo Maxwell        | Shin Kidōsenki Gundam Wing               | Toshihiko Seki     |  | Rei Ayanami     | Neon Genesis Evangelion                  | Megumi Hayashibara | [ 24 ] |
| 1996 | Shinji Ikari       | Neon Genesis Evangelion                  | Megumi Ogata       |  | Rei Ayanami     | Neon Genesis Evangelion                  | Megumi Hayashibara | [ 25 ] |
| 1997 | Shinji Ikari       | The End of Evangelion                    | Megumi Ogata       |  | Lina Inverse    | Slayers: Magiczni wojownicy              | Megumi Hayashibara | [ 26 ] |
| 1998 | Spike Spiegel      | Cowboy Bebop                             | Kōichi Yamadera    |  | Ruri Hoshino    | Kidou Senkan Nadesico                    | Omi Minami         | [ 27 ] |
| 1999 | Spike Spiegel      | Cowboy Bebop                             | Kōichi Yamadera    |  | Sakura Kinomoto | Cardcaptor Sakura                        | Sakura Tange       | [ 28 ] |
| 2000 | Genjo Sanzo        | Saiyuki                                  | Toshihiko Seki     |  | Sakura Kinomoto | Cardcaptor Sakura                        | Sakura Tange       | [ 29 ] |
| 2001 | InuYasha           | InuYasha                                 | Kappei Yamaguchi   |  | Tōru Honda      | Fruits Basket                            | Yui Horie          | [ 30 ] |
| 2002 | Kira Yamato        | Mobile Suit Gundam Seed                  | Sōichirō Hoshi     |  | Lacus Clyne     | Mobile Suit Gundam Seed                  | Rie Tanaka         | [ 31 ] |
| 2003 | Edward Elric       | Fullmetal Alchemist                      | Romi Paku          |  | Riza Hawkeye    | Fullmetal Alchemist                      | Michiko Neya       | [ 32 ] |
| 2004 | Athrun Zala        | Mobile Suit Gundam Seed Destiny          | Akira Ishida       |  | Lacus Clyne     | Mobile Suit Gundam Seed Destiny          | Rie Tanaka         | [ 33 ] |
| 2005 | Kira Yamato        | Mobile Suit Gundam Seed Destiny          | Sōichirō Hoshi     |  | Lacus Clyne     | Mobile Suit Gundam Seed Destiny          | Rie Tanaka         | [ 34 ] |
| 2006 | Lelouch Lamperouge | Code Geass                               | Jun Fukuyama       |  | Lacus Clyne     | Mobile Suit Gundam Seed Destiny          | Rie Tanaka         | [ 35 ] |
| 2007 | Lelouch Lamperouge | Code Geass                               | Jun Fukuyama       |  | C.C.            | Code Geass                               | Yukana             | [ 36 ] |
| 2008 | Lelouch Lamperouge | Code Geass                               | Jun Fukuyama       |  | C.C.            | Code Geass                               | Yukana             | [ 37 ] |
| 2009 | Gintoki Sakata     | Gintama                                  | Tomokazu Sugita    |  | Yui Hirasawa    | K-On!                                    | Aki Toyosaki       | [ 38 ] |
| 2010 | Ichirōta Kazemaru  | Inazuma 11                               | Yuka Nishigaki     |  | Yui Hirasawa    | K-On!!                                   | Aki Toyosaki       | [ 39 ] |
| 2011 | Ranmaru Kirino     | Inazuma 11 GO                            | Yū Kobayashi       |  | Haruna Otonashi | Inazuma 11 GO                            | Hinako Sasaki      | [ 40 ] |
| 2012 | Ranmaru Kirino     | Inazuma 11 GO: Chrono Stone              | Yū Kobayashi       |  | Kinako Nanobana | Inazuma 11 GO: Chrono Stone              | Aoi Yūki           | [ 41 ] |
| 2013 | Levi Ackermann     | Atak Tytanów                             | Hiroshi Kamiya     |  | Kinako Nanobana | Inazuma 11 GO: Chrono Stone              | Aoi Yūki           | [ 42 ] |
| 2014 | Makoto Tachibana   | Free! Eternal Summer                     | Tatsuhisa Suzuki   |  | Diane           | Nanatsu no taizai                        | Aoi Yūki           | [ 43 ] |
| 2015 | Karamatsu Matsuno  | Osomatsu-san                             | Takahiro Sakurai   |  | Kagura          | Gintama                                  | Rie Kugimiya       | [ 44 ] |
| 2016 | Victor Nikiforov   | Yūri!!! on ICE                           | Jun'ichi Suwabe    |  | Kagura          | Gintama                                  | Rie Kugimiya       | [ 45 ] |
| 2017 | Ten Kujō           | Idolish7                                 | Sōma Saitō         |  | Sakura Kinomoto | Cardcaptor Sakura Kuria Kādo-hen         | Sakura Tange       | [ 46 ] |
| 2018 | Tōru Amuro         | Detektyw Conan                           | Tōru Furuya        |  | Emma            | The Promised Neverland                   | Sumire Morohoshi   | [ 47 ] |
| 2019 | Tanjirō Kamado     | Miecz zabójcy demonów – Kimetsu no Yaiba | Natsuki Hanae      |  | Eripiyo         | Oshi ga Budōkan ittekuretara shinu       | Ai Fairouz         | [ 48 ] |
| 2020 | Kyôjurô Rengoku    | Miecz zabójcy demonów – Kimetsu no Yaiba | Satoshi Hino       |  | Nodoka Hanadera | Hīrin guddo purikyua                     | Aoi Yūki           | [ 49 ] |
| 2021 | Tengen Uzui        | Miecz zabójcy demonów – Kimetsu no Yaiba | Katsuyuki Konishi  |  | Nezuko Kamado   | Miecz zabójcy demonów – Kimetsu no Yaiba | Akari Kitō         | [ 50 ] |

| Rok  | Postać      | Anime        | Seiyū           | Źródło |
| ---- | ----------- | ------------ | --------------- | ------ |
| 2022 | Anya Forger | Spy × Family | Atsumi Tanezaki | [ 51 ] |

### Najlepszy seiyū
| Rok  | Aktor           | Aktor            | Aktor                                |  | Aktorka            | Aktorka        | Aktorka                  | Źródło      |
| Rok  | Seiyū           | Postać           | Anime                                |  | Seiyū              | Postać         | Anime                    | Źródło      |
| ---- | --------------- | ---------------- | ------------------------------------ |  | ------------------ | -------------- | ------------------------ | ----------- |
| 1979 | Akira Kamiya    | Akira Hibiki     | Yuusha Raideen                       |  | Noriko Ohara       | Nobita Nobi    | Doraemon                 | [ 7 ]       |
| 1980 | Akira Kamiya    | Arthur           | Entaku no Kishi Monogatari Moero Āsā |  | Noriko Ohara       | Nobita Nobi    | Doraemon                 | [ 8 ] [ 9 ] |
| 1981 | Akira Kamiya    | Shuutarou Mendou | Urusei Yatsura                       |  | Mami Koyama        | Arare Norimaki | Dr. Slump                | [ 10 ]      |
| 1982 | Toshio Furukawa | Ataru Moroboshi  | Urusei Yatsura                       |  | Mami Koyama        | Minky Momo     | Gigi i fontanna młodości | [ 11 ]      |
| 1983 | Akira Kamiya    | Claude Mizusawa  | Mirai Keisatsu Urashiman             |  | Mami Koyama        | Minky Momo     | Gigi i fontanna młodości | [ 12 ]      |
| 1984 | Akira Kamiya    | Kenshiro         | Pięść Gwiazd Północy                 |  | Sumi Shimamoto     | Nausicaä       | Nausicaä z Doliny Wiatru | [ 13 ]      |
| 1985 | Akira Kamiya    | Kenshiro         | Pięść Gwiazd Północy                 |  | Saeko Shimazu      | Four Murasame  | Kidō Senshi Zeta Gundam  | [ 14 ]      |
| 1986 | Kazuki Yao      | Judau Ashta      | Kidō Senshi Gundam ZZ                |  | Mayumi Tanaka      | Pazu           | Laputa – podniebny zamek | [ 15 ]      |
| 1987 | Akira Kamiya    | Kenshiro         | Hokuto no Ken 2                      |  | Sumi Shimamoto     | Kyoko Otonashi | Maison Ikkoku            | [ 16 ]      |
| 1988 | Akira Kamiya    | Kenshiro         | Hokuto no Ken 2                      |  | Sumi Shimamoto     | Kyoko Otonashi | Maison Ikkoku            | [ 17 ]      |
| 1989 | Akira Kamiya    | Ryo Saeba        | City Hunter 2                        |  | Megumi Hayashibara | Ranma Saotome  | Ranma ½                  | [ 18 ]      |
| 1990 | Akira Kamiya    | Ryo Saeba        | City Hunter 3                        |  | Megumi Hayashibara | Ranma Saotome  | Ranma ½                  | [ 19 ]      |

| Rok  | Seiyū              | Postać                   | Anime                                               | Źródło |
| ---- | ------------------ | ------------------------ | --------------------------------------------------- | ------ |
| 1991 | Megumi Hayashibara | Ranma Saotome Minky Momo | Ranma ½ Gigi i fontanna młodości                    | [ 20 ] |
| 1992 | Megumi Hayashibara | Ranma Saotome Minky Momo | Ranma ½ Gigi i fontanna młodości                    | [ 21 ] |
| 1993 | Megumi Hayashibara | Aki                      | Teknoman                                            | [ 22 ] |
| 1994 | Megumi Ogata       | Kurama Haruka Tenō       | Yū Yū Hakusho Sailor Moon S                         | [ 23 ] |
| 1995 | Megumi Hayashibara | Rei Ayanami Lina Inverse | Neon Genesis Evangelion Slayers: Magiczni wojownicy | [ 24 ] |
| 1996 | Megumi Hayashibara | Rei Ayanami Lina Inverse | Neon Genesis Evangelion Slayers: Magiczni wojownicy | [ 25 ] |
| 1997 | Megumi Hayashibara | Rei Ayanami Lina Inverse | The End of Evangelion Slayers: Magiczni wojownicy   | [ 26 ] |
| 1998 | Megumi Hayashibara | Faye Valentine           | Cowboy Bebop                                        | [ 27 ] |
| 1999 | Megumi Hayashibara | Faye Valentine           | Cowboy Bebop                                        | [ 28 ] |
| 2000 | Megumi Hayashibara | Haruka Urashima          | Love Hina                                           | [ 29 ] |
| 2001 | Megumi Hayashibara | Anna Kyōyama             | Król szamanów                                       | [ 30 ] |
| 2002 | Sōichirō Hoshi     | Kira Yamato              | Mobile Suit Gundam Seed                             | [ 31 ] |
| 2003 | Romi Paku          | Edward Elric             | Fullmetal Alchemist                                 | [ 32 ] |
| 2004 | Akira Ishida       | Athrun Zala              | Gundam Seed Destiny                                 | [ 33 ] |
| 2005 | Sōichirō Hoshi     | Kira Yamato              | Gundam Seed Destiny                                 | [ 34 ] |
| 2006 | Sōichirō Hoshi     | Kira Yamato              | Gundam Seed Destiny                                 | [ 35 ] |
| 2007 | Jun Fukuyama       | Lelouch Lamperouge       | Code Geass                                          | [ 36 ] |
| 2008 | Jun Fukuyama       | Lelouch Lamperouge       | Code Geass 2                                        | [ 37 ] |
| 2009 | Aki Toyosaki       | Yui Hirasawa             | K-On!                                               | [ 38 ] |
| 2010 | Daisuke Ono        | Sebastian Michaelis      | Kuroshitsuji                                        | [ 39 ] |
| 2011 | Mamoru Miyano      | Tokiya Ichinose          | Uta no Prince-sama                                  | [ 40 ] |
| 2012 | Yūki Kaji          | Alibaba Saluja           | Magi: The Labyrinth of Magic                        | [ 41 ] |
| 2013 | Yūki Kaji          | Eren Jaeger              | Atak Tytanów                                        | [ 42 ] |

### Najlepsza piosenka
| Rok  | Tytuł                               | Wykonawca             | Anime                                         | Źródło      |
| ---- | ----------------------------------- | --------------------- | --------------------------------------------- | ----------- |
| 1979 | Kita no okami, minami no tora       | Mitsuko Horie         | Yakyū-kyō no Uta                              | [ 7 ]       |
| 1980 | Fukkatsu no Ideon Cosmos ni kimi to | Isao Taira Keiko Toda | Densetsu Kyojin Ideon                         | [ 8 ] [ 9 ] |
| 1981 | Lum no Love Song                    | Yuko Matsutani        | Urusei Yatsura                                | [ 10 ]      |
| 1982 | Macross                             | Makoto Fujiwara       | The Super Dimension Fortress Macross          | [ 11 ]      |
| 1983 | HELLO VIFAM                         | TAO                   | Ginga Hyōryū Vifam                            | [ 12 ]      |
| 1984 | Ai Oboeteimasuka?                   | Mari Iijima           | Macross: Do You Remember Love?                | [ 13 ]      |
| 1985 | Ro Ro Ro Russian roulette           | Meiko Nakahara        | Dirty Pair                                    | [ 14 ]      |
| 1986 | Kanashimi yo Konnichi wa            | Yuki Saito            | Maison Ikkoku                                 | [ 15 ]      |
| 1987 | Get Wild                            | TM Network            | City Hunter                                   | [ 16 ]      |
| 1988 | BEYOND THE TIME                     | TM Network            | Mobile Suit Gundam: Odwet Chara               | [ 17 ]      |
| 1989 | Yasashisa ni Tsutsumaretanara       | Yumi Matsutoya        | Podniebna poczta Kiki                         | [ 18 ]      |
| 1990 | Blue Water                          | Miho Morikawa         | Fushigi no Umi no Nadia                       | [ 19 ]      |
| 1991 | Winners                             | G-Grip                | Shin Seiki GPX Cyber Formula                  | [ 20 ]      |
| 1992 | Moonlight Densetsu                  | DALI                  | Sailor Moon                                   | [ 21 ]      |
| 1993 | Moonlight Densetsu                  | DALI                  | Sailor Moon                                   | [ 22 ]      |
| 1994 | Yuzurenai Negai                     | Naomi Tamura          | Wojowniczki z Krainy Marzeń                   | [ 23 ]      |
| 1995 | Zankoku na Tenshi no These          | Yoko Takahashi        | Neon Genesis Evangelion                       | [ 24 ]      |
| 1996 | Zankoku na Tenshi no These          | Yoko Takahashi        | Neon Genesis Evangelion                       | [ 25 ]      |
| 1997 | Rondo–Revolution                    | Masami Okui           | Rewolucjonistka Utena                         | [ 26 ]      |
| 1998 | Dearest                             | Yumi Matsuzawa        | Kidou Senkan Nadesico: The Prince of Darkness | [ 27 ]      |
| 1999 | Platinum                            | Maaya Sakamoto        | Cardcaptor Sakura                             | [ 28 ]      |
| 2000 | Platinum                            | Maaya Sakamoto        | Cardcaptor Sakura                             | [ 29 ]      |
| 2001 | For Fruits Basket                   | Ritsuko Okazaki       | Fruits Basket                                 | [ 30 ]      |
| 2002 | Anna ni Issho Datta no ni           | See-Saw               | Mobile Suit Gundam Seed                       | [ 31 ]      |
| 2003 | Melissa                             | Porno Graffitti       | Fullmetal Alchemist                           | [ 32 ]      |
| 2004 | Ignited                             | T.M.Revolution        | Gundam Seed Destiny                           | [ 33 ]      |
| 2005 | Kimi wa Boku ni Niteiru             | See-Saw               | Gundam Seed Destiny                           | [ 34 ]      |
| 2006 | COLORS                              | FLOW                  | Code Geass                                    | [ 35 ]      |
| 2007 | Motteke! Sailor Fuku                | Aya Hirano            | Lucky Star                                    | [ 36 ]      |
| 2008 | Monochrome no Kiss                  | SID                   | Kuroshitsuji                                  | [ 37 ]      |
| 2009 | Don't Say „Lazy"                    | Yōko Hikasa           | K-On!                                         | [ 38 ]      |
| 2010 | Bokura no Goal                      | T-Pistonz+KMC         | Inazuma 11                                    | [ 39 ]      |
| 2011 | Mata ne... no kisetsu               | T-Pistonz+KMC         | Inazuma 11                                    | [ 40 ]      |
| 2012 | Te wo tsunagō                       | Yuka Terasaki         | Inazuma 11 GO: Chrono Stone                   | [ 41 ]      |
| 2013 | Guren no Yumiya                     | Linked Horizon        | Atak Tytanów                                  | [ 42 ]      |
| 2014 | Dried Up Youthful Fame              | Oldcodex              | Free! Eternal Summer                          | [ 43 ]      |
| 2015 | Hanamaru Pippi wa Yoiko Dake        | AouP                  | Osomatsu-san                                  | [ 44 ]      |
| 2016 | History Maker                       | Dean Fujioka          | Yūri!!! on ICE                                | [ 45 ]      |
| 2017 | WiSH VOYAGE                         | Idolish7              | Idolish7                                      | [ 46 ]      |
| 2018 | Zero – Zero                         | Masaharu Fukuyama     | Meitantei Conan: Zero no shikkōnin            | [ 47 ]      |
| 2019 | Gurenge                             | LiSA                  | Miecz zabójcy demonów – Kimetsu no Yaiba      | [ 48 ]      |
| 2020 | Homura                              | LiSA                  | Miecz zabójcy demonów – Kimetsu no Yaiba      | [ 49 ]      |
| 2021 | Zankô Sanka                         | Aimer                 | Miecz zabójcy demonów – Kimetsu no Yaiba      | [ 50 ]      |
| 2022 | Mixed Nuts                          | Official Hige Dandism | Spy × Family                                  | [ 51 ]      |